# Isostasius ocellaris
Isostasius ocellaris är en stekelart som beskrevs av Peter Neerup Buhl 1997. Isostasius ocellaris ingår i släktet Isostasius och familjen gallmyggesteklar. Inga underarter finns listade i Catalogue of Life.